# Dave Brockie
David Murray "Dave" Brockie (30 de agosto de 1963-23 de marzo de 2014), más conocido como Oderus Urungus, fue un músico canadiense, reconocido por haber sido el vocalista, bajista y guitarrista de la banda de thrash metal estadounidense Gwar.
Brockie fue encontrado muerto por uno de sus compañeros de banda el 23 de marzo de 2014 en Richmond, Virginia, a los 50 años. La causa fue una sobredosis accidental de heroína.

## Discografía

### Gwar
- Hell-O (1988)
- Scumdogs of the Universe (1990)
- America Must Be Destroyed (1992)
- This Toilet Earth (1994)
- Ragnarök (1995)
- Carnival of Chaos (1997)
- We Kill Everything (1999)
- Violence Has Arrived (2001)
- War Party (2004)
- Beyond Hell (2006)
- Lust in Space (2009)
- Bloody Pit of Horror (2010)
- Battle Maximus (2013)